# Adolph von Asch

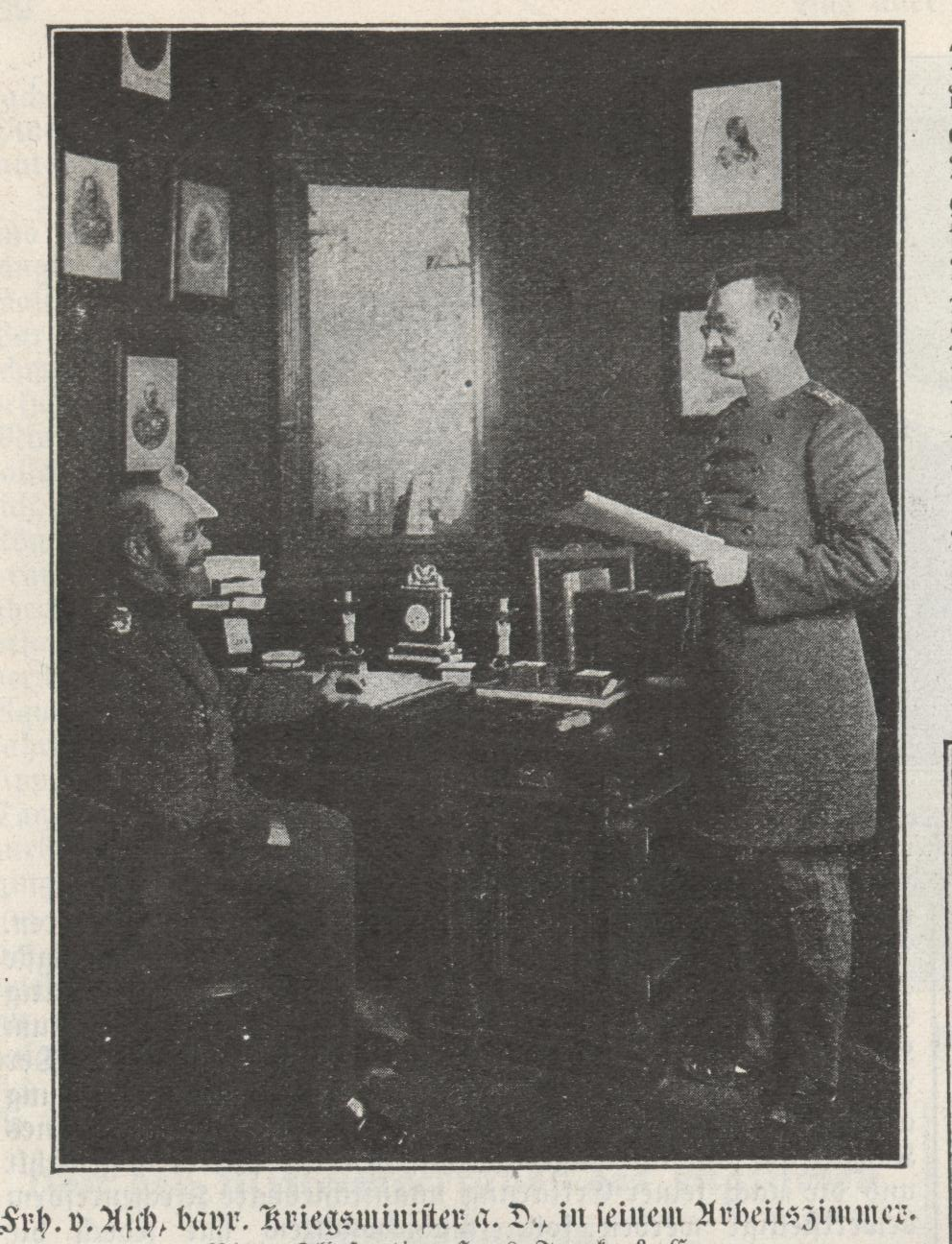
Kriegsminister von Asch (links) in seinem Arbeitszimmer

Adolph Freiherr von Asch zu Asch auf Oberndorff (* 30. Oktober 1839 in München; † 18. Februar 1906 ebenda) war ein bayerischer General der Infanterie und von 1893 bis 1905 Kriegsminister.

## Leben

### Herkunft
Die Freiherren von Asch zu Asch auf Oberndorff sind ein alteingesessenes oberbayerisches Adelsgeschlecht, mit dem Stammsitz Schloss Asch im Landkreis Freising und erscheinen bereits im 12. Jahrhundert in bischöflich freisingischen Urkunden.
Adolph von Asch war der Sohn des bayerischen Generalmajors Josef Freiherr von Asch und seiner Gemahlin Violanda, geborene Freiin Schrenck von Notzing und Egmating.

### Militärkarriere
Asch besuchte das Kadettenkorps und trat 1858 als Junker in das 1. Infanterie-Regiment „König“ der Bayerischen Armee ein. 1859 wurde er Unterleutnant sowie 1866 Bataillonsadjutant. Im selben Jahr nahm er aktiv am Deutschen Krieg teil. Nach Kriegsende wurde Asch von 1867 bis 1870 an die Kriegsakademie kommandiert. Die Ausbildung musste er jedoch aufgrund des Beginns des Deutsch-Französischen Krieges vorzeitig abbrechen. Für die Dauer des Krieges war Asch Adjutant beim Generaladjutant des Generals Ludwig von der Tann und nahm in dieser Stellung an den Kämpfen bei Wörth, Beaumont, Sedan und Orléans sowie der Belagerung von Paris teil.
1879 wurde Asch Referent im Kriegsministerium, 1888 Kommandeur der 7. Infanterie-Brigade in Würzburg, 1893 Chef der 2. Division. Von 5. Juni 1893 bis 4. April 1905 amtierte er als Kriegsminister des Königreiches und wurde zwischenzeitlich 1899 zum General der Infanterie befördert. Für seine Verdienste schlug man ihn zum Ritter des Ordens vom Heiligen Hubertus und verlieh ihm 1900 das Großkreuz des Verdienstordens der Bayerischen Krone. Der Katholik Asch trat parteipolitisch nicht in Erscheinung.

Asch bearbeitete im Auftrag des Großen Generalstabs den Anteil der bayerischen Truppen am Krieg 1870/71. Maximilian Hufnagel schreibt in seinem Werk Berühmte Tote im Südlichen Friedhof zu München über ihn: 

„Die Bedeutung Aschs liegt in der Organisation sowie in der praktischen Schulung der Bayerischen Armee, deren Belange er auch gegenüber dem Parlament zu wahren verstand; fällt doch in die „Ära Asch“ die Errichtung des 3. Armeekorps 1910 (Sitz Nürnberg), die Organisation der Feldartillerie (seit 1901 in 6 Brigaden, 16 Regimenter), die Aufstellung der ersten bayerischen Maschinen-Gewehr-Abteilung und die Bildung des ersten Detachements Jäger zu Pferd, ferner die Lösung der Frage einer einheitlichen Militär-Strafprozeßordnung sowie die Entsendung des bayerischen Kontingents nach Ostasien; er war als Truppenführer, Organisator, Verwalter und Wirtschafter gleich berühmt. “

Adolph Asch starb 1906 im Alter von 66 Jahren in München.

### Familie
Asch war seit 1893 mit Marie, geborene Hauner, verwitwete von Helvig verheiratet. Sie war die Tochter des Arztes August von Hauner.

## Grabstätte

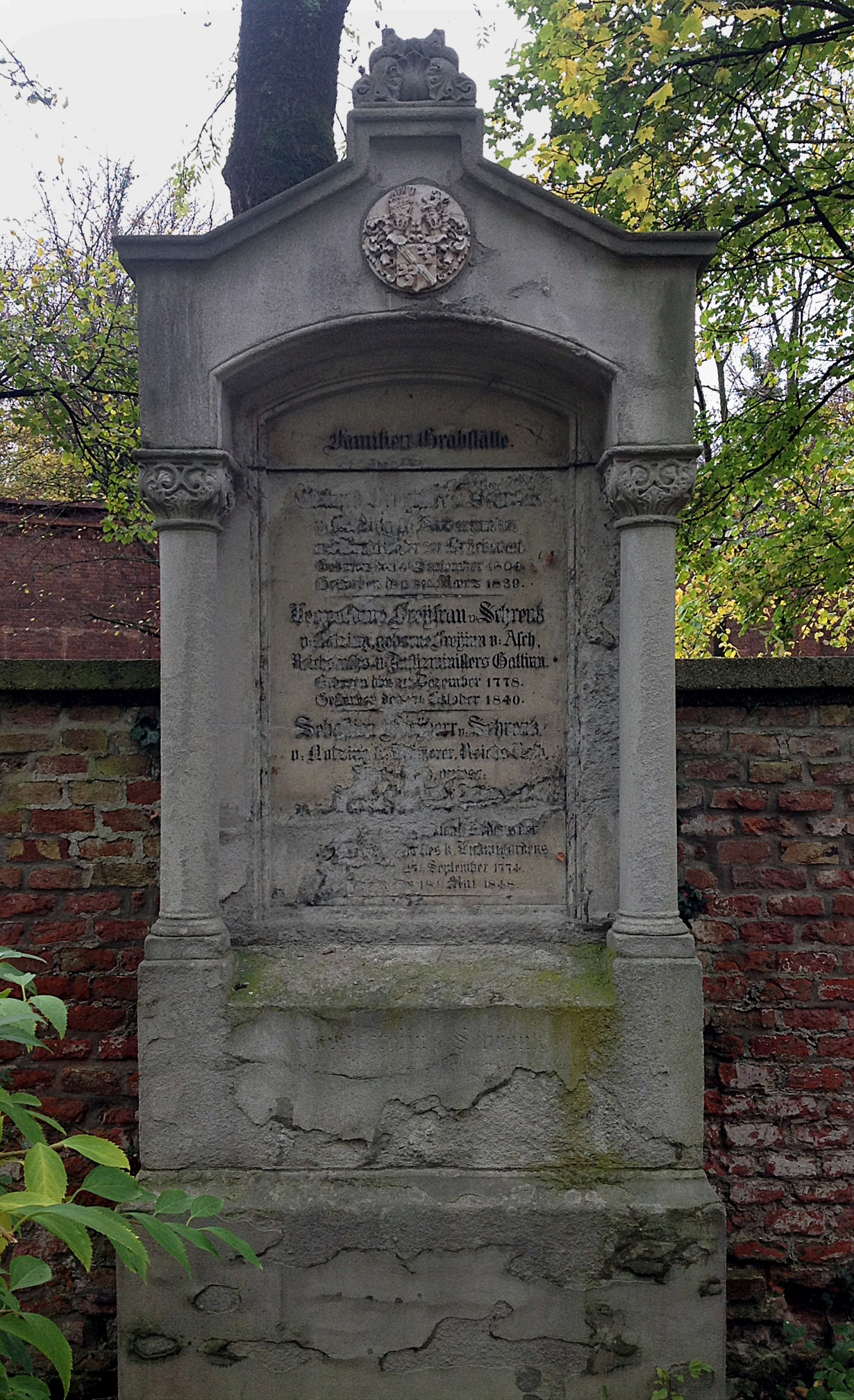
Grab von Adolph Asch auf dem Alten Südlichen Friedhof in München

Die Grabstätte von Adolph Asch befindet sich auf dem Alten Südlichen Friedhof in München (Alte Arkaden Platz 33 bei Gräberfeld 23) Standort.